# Je me fais rare
Pour plus de détails, voir Fiche technique et Distribution.
Je me fais rare est un film français réalisé par Dante Desarthe, sorti en 2006.

## Synopsis
Les aventures de Daniel Danite,  cinéaste maudit, qui proclame haut et fort la mort du cinéma, et qui l'illustre à sa manière, en faisant un film sur lui. Très vite, il se prend pour une sorte de Don Quichotte, et se cherche des moulins-à-vent, se perdant dans son propre film.

## Fiche technique
- Réalisation et scénario : Dante Desarthe
- Photographie : Dante Desarthe et Alexandre Papanicolaou
- Montage : Dante Desarthe
- Musique : Krishna Levy
- Son : Dominique Lacour, Olivier Do Huu
- Producteur : Dante Desarthe
- Pays d'origine :  France
- Format : couleur - 1:33 (1:66) - DTS
- Genre : comédie
- Durée : 103 minutes
- Date de sortie : 
  - France : 28 juin 2006

## Distribution
- Dante Desarthe : Daniel Danite
- Colas Gutman : Michel
- Valérie Niddam : Pénélope
- Fabrice Guez : Bruno
- Micha Lescot : Tony Magloire
- David Lescot : Tristan
- Sophie Gueydon : Caroline
- Serge Saada : Simon
- Raoul Saada : Armand
- Sarah Leroy : Maeva
- Michel Lascault : Emile
- Olga Grumberg : La sœur d'Emile

## Suite
Le film connait une suite, Je fais feu de tout bois, jouée et réalisée par Dante Desarthe en 2012.